# هورست فرويند
هورست فرويند (بالألمانية: Horst Freund)‏ هو لاعب كرة قدم ألماني سابق ومن مواليد 28 سبتمبر 1960.

## المسيرة
بدأ فرويند مسيرته سنة 1979 باللعب  لمدة أربع سنوات في نادي بوروسيا دورتموند ضمن الدوري الألماني. وقد لعب مع بوروسيا 8 مباريات. ثمّ انتقل في مسوم 1984/1983، انتقل إلى الدوري الألماني الثاني مع فريق روت فايس إيسن، أين انتظم ولعب 35 مباراة. أنهى الموسم فيس المركز السابع عشر وغادر النادي.
كان أيضا مدربا في أندية الهواة مثل Fortuna Dorstfeld و SF Nette و Germania Westerfilde وHombrucher SV و TSK و Hohenlimburg وTuS Ennepetal.

## الحياة الشخصية
فرويند متزوج وله ولدان.

## الروابط
- فرويند هوست في قاعدة بيانات fussballdaten.de (بالألمانية)
- فرويند هوست في قاعدة بيانات weltfussball.de (بالألمانية)

## روابط خارجية
- هورست فرويند على موقع قاعدة بيانات كرة القدم.إي يو (الإنجليزية)
- هورست فرويند على موقع بيانات كرة القدم. دي إي (الألمانية)
- هورست فرويند على موقع عالم كرة القدم.نت (الإنجليزية)